# Hiệp hội bóng đá Hồng Kông, Trung Quốc
Hiệp hội bóng đá Hồng Kông (tiếng Trung: 香港足球總會; tiếng Anh: The Hong Kong Football Association; viết tắt: HKFA) là tổ chức quản lý, điều hành các hoạt động bóng đá ở Hồng Kông. HKFA quản lý các đội tuyển bóng đá quốc gia nam và nữ, tổ chức các giải bóng đá như Giải bóng đá Ngoại hạng Hồng Kông, cúp bóng đá Hồng Kông,... HKFA là thành viên của cả Liên đoàn bóng đá thế giới (FIFA), Liên đoàn bóng đá châu Á (AFC) và Liên đoàn bóng đá Đông Á (EAFF).
Chủ tịch của Hiệp hội bóng đá Hồng Kông hiện nay là ông Timothy Fok.